# Baleromo
Baleromo is een bestuurslaag in het regentschap Demak van de provincie Midden-Java, Indonesië. Baleromo telt 2931 inwoners (volkstelling 2010).